# Vale S.A.
Vale é uma mineradora multinacional brasileira e uma das maiores operadoras de logística do país. É uma das maiores empresas de mineração do mundo e também a maior produtora de minério de ferro, de pelotas e de níquel. Também produz cobre, cobalto e outros metais preciosos. No setor de energia elétrica, participa em consórcios e atualmente opera nove usinas hidrelétricas, no Brasil, no Canadá e na Indonésia. Fundada em 1942 como Companhia Vale do Rio Doce (CVRD), foi criada durante o governo Getúlio Vargas para a exploração das minas de ferro na região de Itabira, no estado de Minas Gerais. Em 2009, sua marca e nome passaram a ser apenas Vale, nome pelo qual sempre foi conhecida nas bolsas de valores.
A Vale é hoje uma empresa privada, de capital aberto, com sede no Rio de Janeiro, e com ações negociadas na Bolsa de Valores de São Paulo (B3), na Bolsa de Valores de Madrid (LATIBEX) e na Bolsa de Valores de Nova York (NYSE), integrando o Dow Jones Sector Titans Composite Index. A companhia esteve listada na Bolsa de Valores de Hong Kong de 2010 até julho de 2016.
Opera em 14 estados brasileiros e nos cinco continentes e possui cerca de dois mil quilômetros de malha ferroviária e nove terminais portuários próprios. É a maior empresa no mercado de minério de ferro e pelotas (posição que atingiu em 1974 e ainda mantém), além de operar serviços de logística, atividade em que é a maior do país. A Vale consome cerca de 5% de toda a energia produzida no Brasil.
Em 24 de outubro de 2006, a Vale anunciou a incorporação da canadense Inco, a maior mineradora de níquel do mundo, que foi efetivada no decorrer de 2007. Após essa incorporação, o novo conglomerado tornou-se a 31ª maior empresa do mundo, atingindo um valor de mercado de 298 bilhões de reais, à frente da IBM. Em 2008 seu valor de mercado foi estimado em 196 bilhões de dólares pela consultoria Economática, perdendo no Brasil apenas para a Petrobras (287 bilhões de dólares), estando entre as dez maiores empresas da América Latina. Em 2008, a empresa chegou a ser a 33° maior do mundo (de acordo com o Financial Times de 2008) e a maior do Brasil em volume de exportações.
Em janeiro de 2012, no entanto, a empresa foi eleita como a pior do mundo em direitos humanos e meio ambiente, pelo Public Eye People's, premiação realizada desde o ano 2000 pelas ONG's Greenpeace e Declaração de Berna. Na sequência, a empresa ficou marcada negativamente no Brasil e no mundo pelos desastres ambientais de Mariana em 2015 e Brumadinho em 2019, ambas no estado de Minas Gerais. Nos dois casos, houve o rompimento de barragens pertencentes à mineradora, deixando centenas de vítimas e desaparecidos em meio aos rejeitos de mineração.

## História

### Fundação

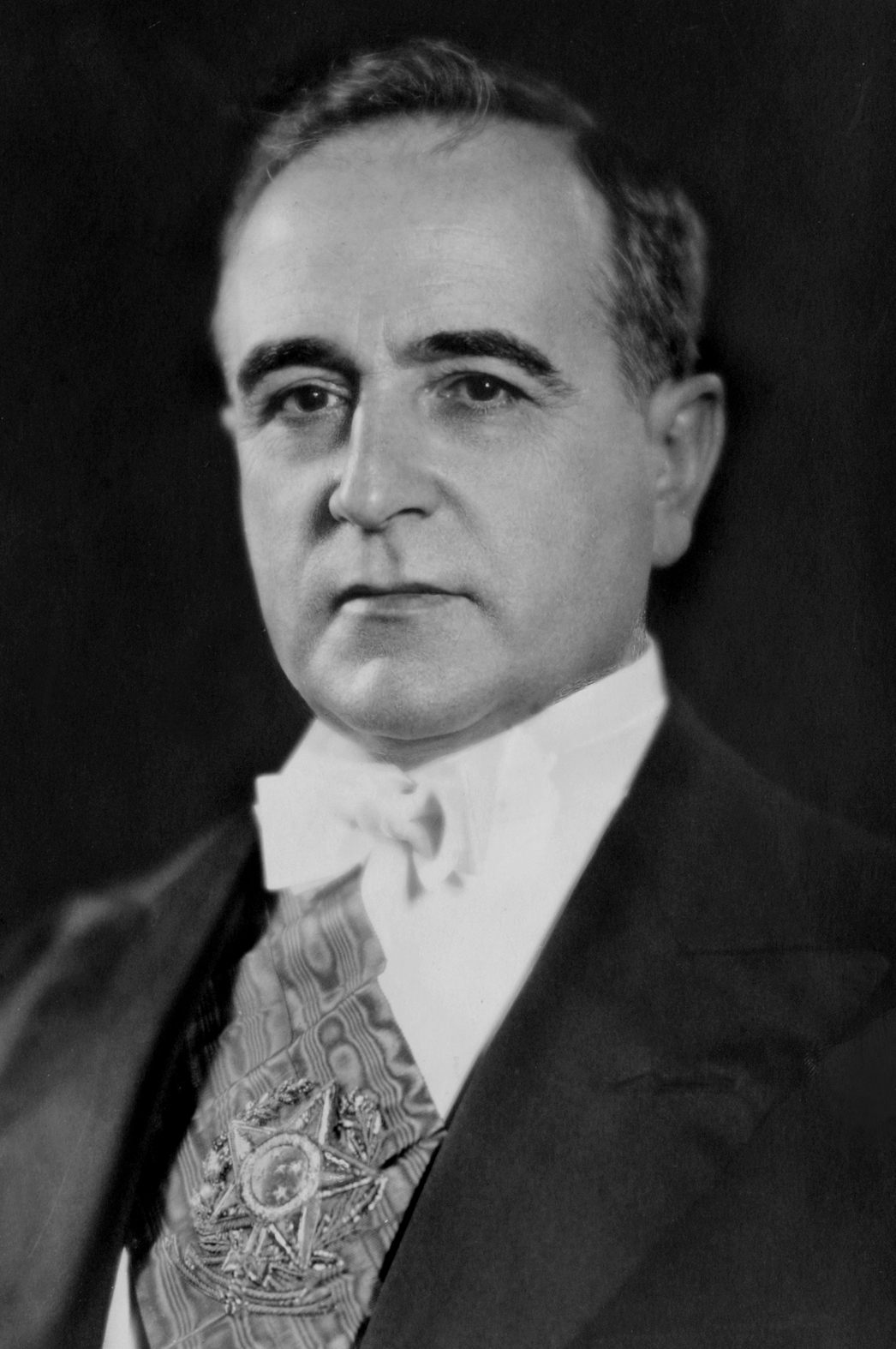
Getúlio Vargas em 1930.

Vários grupos de investidores internacionais adquiriram extensas glebas de terra próximas a Itabira-MG, e em 1909 se reuniram fundando o Brazilian Hematite Syndicate ("Sindicato Brasileiro da Hematita"), um sindicato que visava a explorá-las. Em 1911 o empresário estadunidense Percival Farquhar adquiriu todas as ações do Brazilian Hematite Syndicate e mudou seu nome para Itabira Iron Ore Company ("Companhia de Minério de Ferro de Itabira"). Percival Farquhar fez planos para que a Itabira Iron Ore Co. exportasse 10 milhões de toneladas/ano de minério de ferro para os Estados Unidos, usando navios pertencentes a seu sindicato, que trariam carvão dos EUA ao Brasil, tornando assim o frete mais econômico. Esse plano antecipava em mais de 40 anos um conceito que, modificado e atualizado, viria a se tornar realidade, sob a direção de Eliezer Batista, na década de 1960, quando da inauguração do Porto de Tubarão.
Percival Farquhar não logrou sucesso. Embora pudesse contar com a simpatia do presidente Epitácio Pessoa, que lhe deu uma concessão conhecida como Contrato de Itabira de 1920, Farquhar encontrou ferozes opositores a seu projeto, dentre eles o governador do estado de Minas Gerais (então quase autônomo), Artur Bernardes, que depois se elegeria presidente da República.
Décadas de debates acalorados se seguiram, com o país praticamente dividido entre os adeptos das duas posições, sem que o projeto de Farquhar saísse da prancheta. Este plano foi inviabilizado quando Getúlio Vargas assumiu o poder, à frente da Revolução de 1930, e encampou as reservas de ferro que pertenciam a Farquhar, criando com elas, em 1942, a Companhia Vale do Rio Doce, como uma empresa estatal, para o que obteve o beneplácito dos Estados Unidos e da Inglaterra nos Acordos de Washington.

### Consolidação

Eliezer Batista, que presidiu a empresa de 1961 a 1964 e de 1979 a 1986.

Após sua fundação, a Vale conseguiu ir, pouco a pouco, expandindo sua produção de minério de ferro, mas de forma ainda muito lenta. O Brasil tinha grandes reservas do mineral, mas a demanda era reduzida. A Vale vivia praticamente só para fornecer matéria prima para as siderúrgicas nacionais, sendo a maior delas, então, a Companhia Siderúrgica Nacional (CSN). Em dezembro de 1952, Francisco de Sá Lessa, engenheiro civil de formação, assumiu a presidência da Companhia Vale do Rio Doce (CVRD), permanecendo no cargo até 1960. Neste período a Companhia modernizou seus postos e conquistou novos mercados. Sá Lessa inaugurou os primeiros escritórios da empresa no exterior.
Em 1961, nomeado por Jânio Quadros – em seu último ato político antes da renúncia – entra em cena seu novo presidente, Eliezer Batista, "o engenheiro ferroviário que ligou a Vale ao resto do mundo". Percebendo a necessidade dos japoneses de expandir seu parque siderúrgico, grandemente danificado na segunda guerra, criou o conceito de distância econômica, o que permitiu à Vale entregar minério de ferro ao Japão – antípoda do Brasil – a preços competitivos com o das minas da Austrália, através do Porto de Tubarão, depois de sua inauguração, em 1966.
Abrimos o mercado para um produto que podia valer pouco, mas a ideia era ganhar dinheiro com a "logística", transformando uma distância física (a rota Brasil-Japão-Brasil) numa "distância econômica" , (o valor para colocar o minério nas usinas japonesas), explica Eliezer.
Foram assinados, em 1962, contratos de exportação, válidos por 15 anos, com 11 siderúrgicas japonesas, num total de 5 milhões de toneladas/ano – quase que dobrando a produção da Vale. Ainda em 1962 a Vale produziu cerca de 8 milhões de toneladas de minério de ferro.
Com a criação da Docenave, em 1962, e a inauguração do Porto de Tubarão, em 1966, a Vale entrou numa fase de crescimento vertiginoso, em que sua produção passou de 10 milhões de toneladas/ano em 1966, para 18 milhões em 1970; e atingiu a incrível marca de 56 milhões de toneladas/ano em 1974, ano em que a então estatal assumiu a liderança mundial na exportação de minério de ferro, a qual nunca mais perdeu. Nos anos 1980, a empresa chegou a ser a maior do setor de navegação de longo curso no Brasil, mas foi vendida pela Vale em 2010.

Logo da Companhia Vale do Rio Doce (CVRD).

As primeiras iniciativas da Companhia Vale do Rio Doce no setor aurífero foram nos anos 1970, época em que foram empreendidos estudos para o aproveitamento do ouro encontrado em conjunto com o minério de ferro de suas reservas em Itabira. Na década de 1980, com os primeiros resultados das pesquisas feitas pela Docegeo em depósitos descobertos em 1978 no interior da Bahia (na chamada faixa Weber, entre os municípios de Araci e Teofilândia).
Em 1979, quando tomou posse como presidente da República, o general João Batista Figueiredo reconduziu Eliezer Batista à presidência da Vale. Ex-ministro do presidente deposto João Goulart, Eliezer foi, durante o regime militar, diretor-presidente da Minerações Brasileiras Reunidas S/A (MBR), vice-presidente da Itabira lnternational Company, diretor da Itabira Eisenerz GMPH, com sede em Dusseldorf, na Alemanha Ocidental, presidente da Rio Doce Internacional S/A, subsidiária da Vale com sede em Bruxelas, consultor e promotor de negócios para o governo mineiro e presidente da Paranapanema, uma das maiores mineradoras do país. Em 2016, Eliezer foi homenageado pela empresa através do lançamento do Complexo S11D Eliezer Batista, o maior projeto de mineração do mundo que substitui o uso de caminhões fora de estrada por correias transportadoras e é capaz de reduzir até 70% o consumo de diesel na mineração do local.
As jazidas de Carajás, descobertas pela Cia Meridional de Mineração, subsidiaria da United States Steel (USSteel), em fins da década de 60, revelaram um extraordinário volume de minério de ferro de alto teor (cerca de 36 bilhões de toneladas numa primeira avaliação). Diante deste volume, o Governo Brasileiro (por sugestão do General Albuquerque Lima, Ministro do Interior do Governo Costa e Silva) aconselhou a USSteel a negociar com a Companhia Vale do Rio Doce uma associação, que resultou na criação da Amazônia Mineração, com participação meio a meio de ambas as empresas (a qual passou a deter os direitos de pesquisa e posteriormente de lavra). Paralelamente foi criada, com igual participação, uma empresa de consultoria, a VALUEC (Vale and USSteel Engineering and Consultants), que realizou os estudos de engenharia e iniciou a construção dos projeto. Nesta fase a CRVD era presidida pelo Eng Raimundo Mascarenhas, antigo e respeitado funcionário de carreira da empresa, que conduziu as negociações pelo lado Brasileiro. Mascarenhas foi sucedido por Fernando Roquete Reis, que finalmente comprou a parte da USSteel na Amazônia Mineração, quando esta desistiu de participar da construção da ferrovia de Carajás.
Situado na Serra dos Carajás, o Projeto Grande Carajás é uma imensa província mineralógica que contém a maior reserva mundial de minério de ferro de alto teor, além de grandes reservas de manganês, cobre, ouro e minérios raros. Para a realização desse projeto, foi criada uma grande infraestrutura, que inclui a Usina Hidrelétrica de Tucuruí, uma das maiores do mundo, a Estrada de Ferro Carajás e o porto de Ponta da Madeira, localizado em São Luís, (MA). A Estrada de Ferro Carajás foi criada em 1978 e atualmente possui 892 quilômetros onde são transportados 120 milhões de toneladas de carga e 350 mil passageiros por ano.O Projeto Grande Carajás entrou em operação em 1985, o que permitiu à Vale bater novo recorde na extração de minério de ferro, em 1989, com 108 milhões de toneladas métricas.

### Privatização
A Vale foi privatizada no dia 6 de maio de 1997 – durante o governo de Fernando Henrique Cardoso – com financiamento subsidiado, disponibilizado aos compradores pelo BNDES. A venda do controle acionário de 41,73% das ações ordinárias da Vale foi concretizada em 6 de maio de 1997 em leilão realizado na Bolsa de Valores do Rio de Janeiro. O novo controlador da companhia foi o Consórcio Brasil, liderado pela Companhia Siderúrgica Nacional, de Benjamin Steinbruch, com 16,30% (1,3 bilhão de reais); 10,43% (834,5 milhões de reais) com a Litel Participações (fundos de pensão); 10% (800 milhões de reais) com a Eletron S/A (liderada pelo banco Opportunity); e 5% (400 milhões de reais) com a Sweet River (Nations Bank). O controle acionário da Vale foi adquirido por 3 338 178 240 de dólares ou cerca de 3,3 bilhões de dólares, na ocasião, representando menos de um quarto do capital total da empresa, antes pertencente à União, que representava 41,73% das ações ordinárias (com direito a voto) da empresa. As ações preferenciais (sem direito a voto) continuaram em mãos de acionistas privados. No dia da privatização ocorreu uma manifestação em frente e Bolsa de Valores do Rio de Janeiro que contou com cerca de 300 pessoas, segundo consta no livro que descreve a história da empresa.
O Consórcio Brasil criou a Valepar, que foi constituída em 9 de abril de 1997, com o objetivo, exclusivamente, de participar como acionista da Vale, da qual era controladora.
Quando foi privatizada, a Vale produzia 114 milhões de toneladas/ano, nível que se manteve praticamente estável nos dois anos subsequentes à privatização, para subir acentuadamente em 2000 – quando da incorporação à Vale da Samitri, Socoimex e da participação na GICC. Devido a essas aquisições, torna-se mais difícil a comparação direta dos números de produção, de 2000 em diante, com os anteriores. Logo após a privatização, entretanto, os lucros da empresa aumentaram consideravelmente.
Em 2001, a CSN deixou a Vale, após uma operação de descruzamento de ações entre as duas companhias. Previ e Bradespar venderam ao Grupo Vicunha suas participações na CSN, enquanto a CSN vendeu sua participação na Vale ao Previ e à Bradespar.
Em 2002, a Vale adquiriu a Ferteco e, em 2003, a Caemi. No mesmo ano, a Vale fez parceria com Sebrae para qualificar cerca de 300 micros e pequenas empresas nos estados de Minas Gerais, Espírito Santo, Pará, Maranhão e Mato Grosso do Sul. O investimento em programas especiais chegou a 4,9 milhões de reais. Em 2005, sua produção de minério de ferro – que engloba a produção da Samitri e de todas as suas incorporadas a partir de 2000 – se elevou a 255 milhões de toneladas, sendo 58 milhões destinadas às siderúrgicas brasileiras e 197 milhões destinadas à exportação.
Esse enorme ganho de lucratividade se deveu, sobretudo, ao grande aumento havido no preço do minério de ferro, que subiu 123,5% entre 2005 e 2006 – graças ao aumento da procura mundial, sobretudo pela China –, o que permitiu à Vale, a maior detentora de reservas de minério de ferro do mundo, fazer pesados investimentos e implementar controles de gestão, tornando-se ainda mais competitiva para atender, assim, às novas necessidades chinesas e, consequentemente, manter sua posição de maior exportadora de minério de ferro do mundo. Este ganho refletiu-se em elevação da competitividade da empresa no cenário internacional.
No carnaval de 2003, a Grande Rio homenageou a Vale com o samba "O Brasil que Vale", o enredo celebrava a mineração como uma aliada da preservação ambiental e a chave para o desenvolvimento. Também neste ano foi fundada a A Valer, universidade corporativa da Companhia, tendo como objetivo promover treinamento para líderes, e que em 2017 recebeu, através do Conselho Global de Universidades Corporativas (Global CCU), um prêmio em Paris.
Por outro lado, o valor das ações da Petrobras, não privatizada, subiu 1200% no período entre maio de 1997 e junho de 2007 (50% a mais que as ações da Vale, privatizada), seu valor de mercado superou a marca dos cem bilhões de dólares. A Vale incorporou a INCO canadense, em 2006. Após essa incorporação, o novo conglomerado empresarial CVRD Inco tornou-se a 31ª maior empresa do mundo, atingindo um valor de mercado de 298 bilhões de reais, ultrapassando assim a IBM e – por algumas semanas – até 8 de novembro de 2007, superando a Petrobras em cerca de 8 bilhões de reais.
Em 2006, a Vale adquiriu 100% das ações da Caemi, a qual detinha 85% das ações da Minerações Brasileiras Reunidas (MBR), empresa sediada em Nova Lima, região metropolitana de Belo Horizonte, segunda maior produtora e exportadora de minério de ferro do Brasil. Com essa aquisição, a Vale que já detinha diretamente 5% da MBR, passa a ser detentora de 90% das ações da MBR. Em outubro do mesmo ano, a Vale comprou a canadense Inco, tornando-se a segunda maior empresa de mineração do mundo, atrás da anglo-australiana BHP Billiton. A empresa brasileira comprou 75,66% das ações ordinárias da Inco por cerca de 18 bilhões de dólares.
A Vale associou-se à Henan Longyu Energy Resources Ltda. (Longyu), empresa localizada na China e da qual a companhia possui 25% do capital, em associação com empresas chinesas. Em 2006, chegou ao terminal de Praia Mole, em Vitória, o primeiro carregamento de carvão antracito, de 40 mil toneladas produzido pela Longyu. A Vale adquiriu 25% do capital da Shandong Yankuang International Coking Co., associação com o Yankuang Group Co. e Itochu Corporation, para a produção de coque metalúrgico.[carece de fontes?]
Desde 2009, a Vale adquiriu a produção de carvão térmico e passou a exportar ativos da Colômbia de Cementos Argos com um acordo de 305 milhões de dólares. Em 2011 a Vale passou a administrar o depósito de carvão de Moatize, em Moçambique, onde estima ser possível produzir 14 milhões de toneladas de produtos de carvão metalúrgico, e pesquisa ainda o depósito de carvão subterrâneo Belvedere, em Queensland, Austrália, com reservas estimadas em 2,7 bilhões de toneladas. Em 2021, a Vale concluiu a venda de seus ativos de carvão.
Em 2010, fez uma grande aquisição no segmento de fertilizantes por meio da sua subsidiária Mineração Naque Adquiriu as ações de propriedade da Mosaic (The Mosaic Company), da Fertifos (Fertifos Administração e Participações) e da Fosfertil (Fertilizantes Fosfatados), além de 100% do capital da Bunge Participações e Investimentos (BPI). Nessa mesma operação a Vale também adquiriu uma planta de processamento localizada em Cubatão, no estado de São Paulo, com capacidade para produzir 300 000 toneladas métricas por ano de superfosfato simples. Em dezembro de 2016, a Vale vendeu os seus negócios de fertilizantes em Sergipe e no exterior, mantendo apenas ativos de fosfatados em Cubatão. Em 28 de julho de 2011 a Vale divulga lucro líquido de pouco menos de 6 e meio bilhões de dólares no segundo trimestre de 2011.

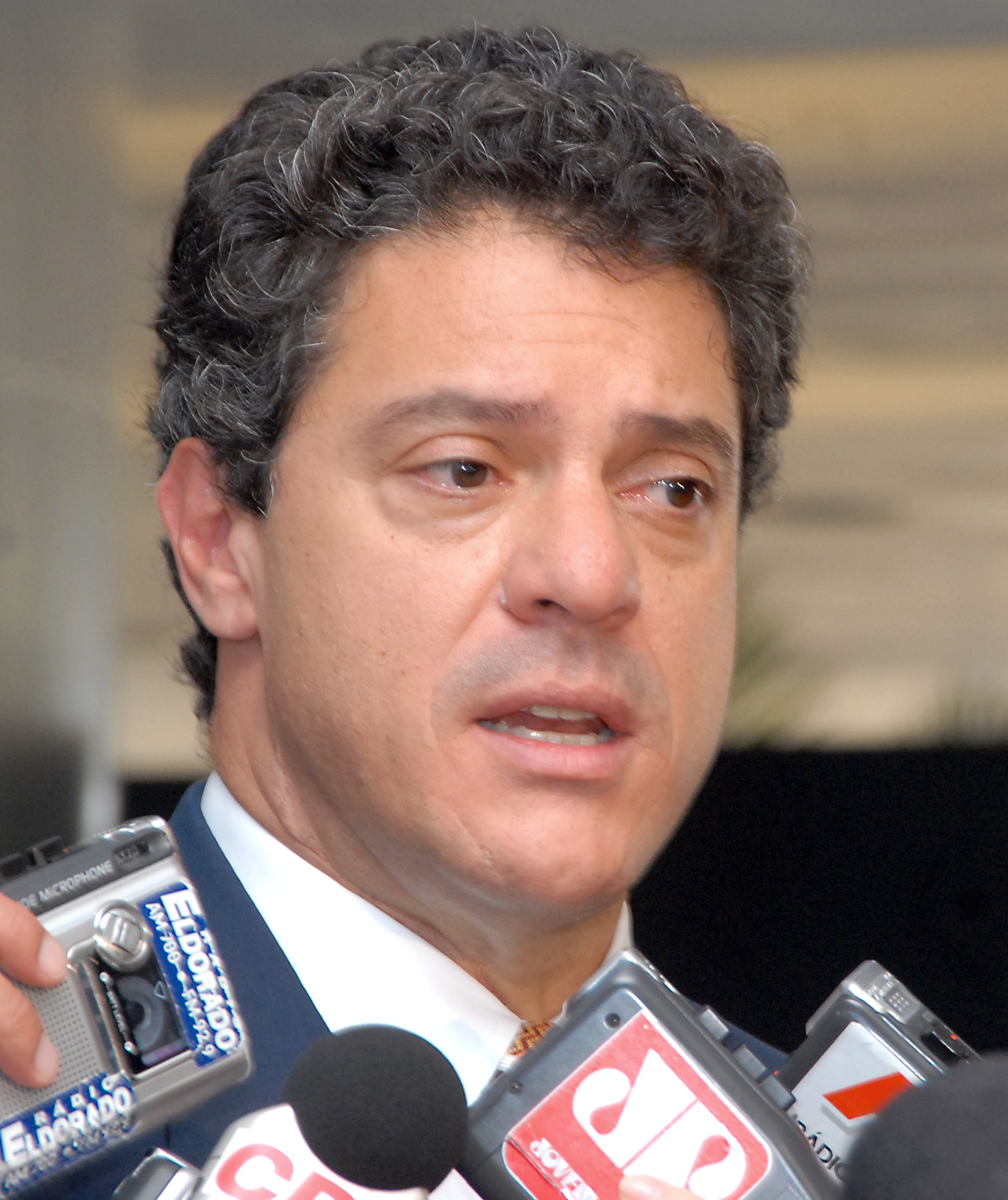
Roger Agnelli, ex-presidente da Vale.

Em março de 2011, foi iniciada uma campanha do governo brasileiro para demitir o então presidente da Vale, Roger Agnelli. Dilma Roussef teria enviado Guido Mantega para convencer o Bradesco, principal sócio da Vale a aceitar sua substituição. Em outra frente, o ministro Edson Lobão pressionava publicamente a empresa a pagar cinco bilhões de reais de royalties pela exploração do solo do país. Em 14 de março Agnelli havia enviado a Dilma uma carta onde expressava sua preocupação de que a disputa dos royalties estava envolvida num contexto político e que haveria desvio de verbas na prefeitura de Parauapebas. A Vale já havia pago 700 milhões ao município que continuava com péssimos indicadores, o entorno da cidade cercado de favelas, bairros próximos ao centro têm esgoto a céu aberto e ruas sem asfalto. Com apoio do Banco Nacional de Desenvolvimento Econômico e Social (BNDES) e da Previ que juntos detinham 60,5% da Vale, Agnelli foi substituído, deixando a presidência em maio de 2011. Seu sucessor foi Murilo Ferreira que nos seus 6 anos de comando da companhia a tornou mais enxuta, aumentando sua capacidade operacional e mantendo um nível de endividamento saudável para a empresa. No seu período de gestão, por volta de 20 projetos foram entregues no prazo estipulado, incluindo o S11D. Em 2017, quem tomou posse da presidência foi Fabio Schvartsman.
Em 2012, a Fundação Vale, criada em 1968 com objetivo de atender à demanda de habitação dos funcionários da Vale, passou por uma diversificação e ampliação de seu escopo de trabalho. A Fundação passou a focar no desenvolvimento dos territórios onde a Vale atua, buscando melhorar a qualidade de vida das comunidades com investimentos sociais efetivados, preferencialmente, por meio de parcerias. Um dos principais projetos é o Programa AGIR – Apoio a Geração e Incremento de Renda – que surgiu em 2013 e tem ações no Pará, Minas Gerais, Espírito Santo e Maranhão. O programa tem como objetivo alavancar pequenos negócios sociais localizados em áreas onde a Vale atua, para isso oferece consultorias, mentorias e acompanhamento dos empreendimentos, por meio de incubadoras e aceleradoras. A Fundação Vale também expandiu seus projetos para Moçambique, Nova Caledônia e Omã.
Atualmente a Vale realiza investimentos importantes para a produção de cobre, devendo tornar-se, em poucos anos, um dos maiores players mundiais desta commodity. Dentre outros investimentos importantes que a Vale realiza, pode-se citar o incentivo à implantação de novas siderúrgicas no Brasil através de participação minoritária e o controle de uma das maiores estruturas de logística do país, incluindo ferrovias e navios. Além disso, a Vale possui vários programas de proteção ambiental como a Reserva Natural Vale, no Espírito Santo, que tem ao todo 23 mil hectares e protege a Floresta de Tabuleiro, uma das formações florestais mais ameaçadas do Bioma Mata Atlântica.
O Instituto Tecnológico Vale (ITV), instituição de ensino e pesquisa da empresa, foi criado em 2009 com o objetivo de criar opções de futuro por meio da pesquisa científica e do desenvolvimento de tecnologias. Atualmente possui duas unidades: em Belém, com foco em desenvolvimento sustentável e em Ouro Preto, com foco em mineração.
Em 2014, o BNDES aprovou financiamento de 6,2 bilhões de reais para projeto de expansão da Vale. O projeto visa a construção de uma unidade mineradora e de beneficiamento de minério de ferro, com capacidade para 90 milhões de toneladas por ano, e de um ramal ferroviário entre as cidades de Canaã dos Carajás e Parauapebas (PA), além da expansão da capacidade de transporte da Estrada de Ferro Carajás para 230 milhões de toneladas por ano.
Em agosto de 2017, a Vale celebrou um novo acordo de acionistas, consolidando um conjunto de transformações em sua estrutura de propriedade e controle. Quanto à propriedade, a empresa extinguiu sua estrutura acionária dual, encerrando a negociação de ações preferenciais. Essa mudança equalizou os direitos políticos e econômicos dos acionistas. Da perspectiva do controle, a Vale realizou modificações substanciais na composição da Diretoria Executiva, assim como alterou seu Estatuto Social e elegeu dois membros independentes para o Conselho de Administração, refletindo o processo de extinção progressiva do antigo grupo controlador, a Valepar.
Em 2018, a Vale adquiriu a Ferrous Resources do Brasil, empresa especializada na produção de minério de ferro por 550 milhões de dólares.
Em agosto de 2020, o BNDES realizou a venda de 8,1 bilhões de reais em ações da mineradora Vale, sendo a maior venda em bloco já realizada na América Latina. A operação reduziu a fatia do BNDES na Vale de 6,12% para cerca de 3,7%. Entre novembro de 2020 e fevereiro de 2021, o BNDES vendeu todo o restante das ações, deixando de ser sócio da Vale. No total, o banco arrecadou 24 bilhões de reais com a venda de papéis da mineradora e a União deixou de ter participação acionária indireta, mantendo as golden shares.

## Segmentos de atuação

### Logística

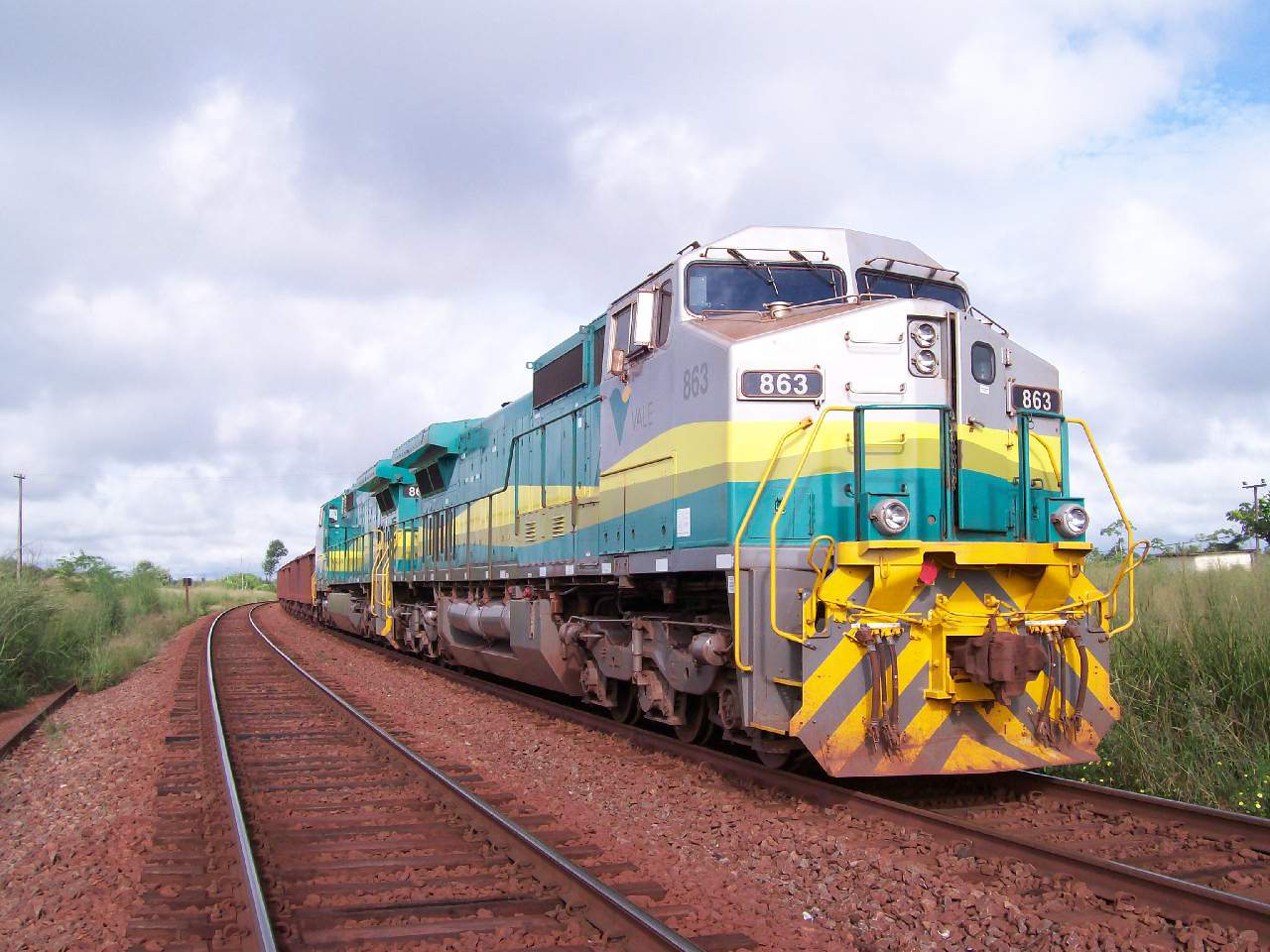
Trem da Vale transportando minério de ferro pela Estrada de Ferro Vitória a Minas (EFVM).

A empresa mantém uma rede de logística que integra minas, ferrovias, navios e portos no Brasil, Indonésia, Canadá, Omã, Malásia e China. A Vale opera cerca de 2 mil quilômetros de malha ferroviária no Brasil e tem acordos para utilizar linhas na África. A Vale também conta com uma rede de portos e terminais conectados às minas por meio das ferrovias no Brasil, na Indonésia, na Malásia e em Omã, além de operar navios de grande porte.

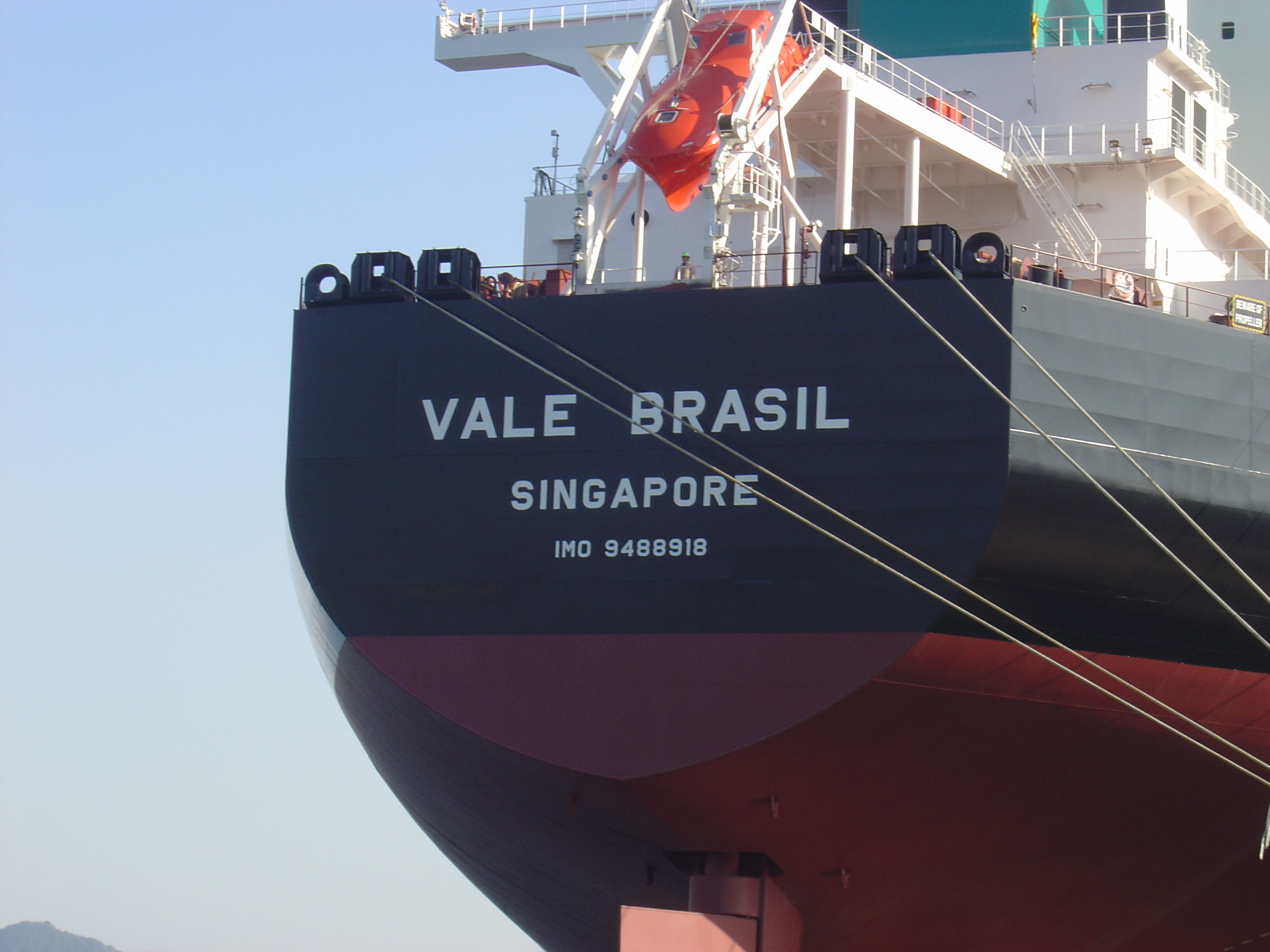
MS Ore Brasil, navio para transporte de minério da Vale

A Vale adquiriu vagões e locomotivas para utilização no transporte de seus produtos e de carga geral para clientes na Estrada de Ferro Carajás (EFC) e Estrada de Ferro Vitória a Minas (EFVM). No Brasil, a Vale opera nos Portos de Tubarão e Praia Mole (ES), o Terminal Marítimo de Ponta da Madeira (MA), o Terminal Marítimo de Itaguaí (RJ) por meio de sua subsidiária CPBS, o Terminal Marítimo da Ilha do Guaíba (RJ). Também opera terminais no Canadá, na Indonésia, em Omã e na Malásia. 
A Vale atua no transporte marítimo de minério de ferro e pelotas, por meio de afretamento de navios, como Valemax e Guaibamax.
A Vale detém uma participação de 29,6% na VLI, a qual opera a Ferrovia Centro-Atlântica (FCA) e o tramo norte da Ferrovia Norte-Sul (FNS), com acordos operacionais para uso das ferrovias da Vale; e, direta e indiretamente, 48,16% do capital social da MRS Logística, cuja malha transporta o minério de ferro das minas do Sistema Sul para os terminais marítimos da Vale.

### Energia

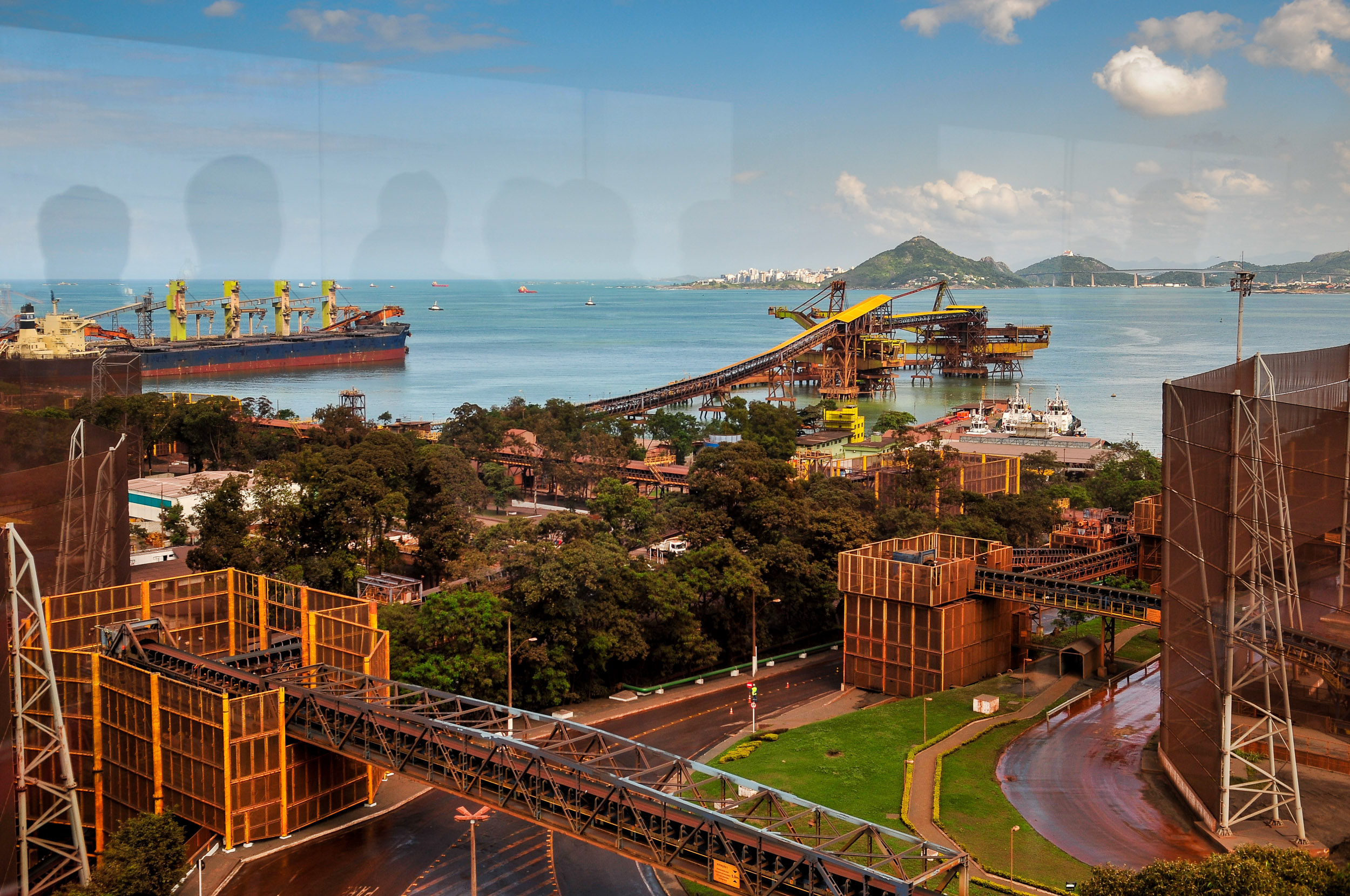
Terminal da Vale SA no Porto de Vitória, Espírito Santo.

A Vale atua na geração própria de energia, com capacidade instalada de 2,7 GW (2022), em ativos de geração hidrelétrica e eólica, com usinas próprias e participações em consórcios e empresas. A companhia utiliza a eletricidade produzida nessas usinas para consumo próprio.
No Brasil, a Vale é proprietária de três centrais hidrelétricas (PCHs), uma usina solar (Sol do Cerrado) e possui participações em consórcios de usinas hidrelétricas (Candonga, Estreito e Machadinho).
A Vale é sócia junto à Cemig de duas empresas de geração de energia: Aliança Geração e Aliança Norte Energia, a qual possui 9% da Usina Hidrelétrica de Belo Monte.
A Vale também conta com cinco PCHs no Canadá e três hidrelétricas na Indonésia (Larona, Balambano e Karebbe).

### Minerais ferrosos

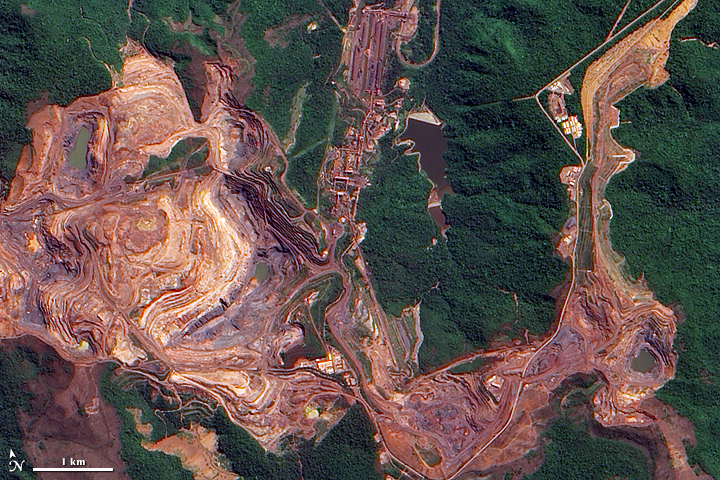
Mina de ferro na Serra dos Carajás, Pará.

Em 2005 a produção de minério de ferro da Vale atingiu um novo recorde de 240,4 milhões de toneladas, 10,3% acima do volume produzido em 2004. Entre 2001 e 2005, a produção da companhia cresceu à taxa média anual de 15%. Contribuíram para esse resultado a entrada em operação da mina de Fábrica Nova no Sistema Sul, ramp-up de Capão Xavier, expansão de capacidade de Carajás e ganhos de produtividade em quase todas as demais minas. Em 2005 a produção de pelotas foi de 36,376 milhões de toneladas, 2,2% acima do volume de 2004. Foram produzidas 22,8 milhões de toneladas de pelotas de alto-forno e 13,6 milhões de toneladas de pelotas de redução direta. Em 2005, fechou o preço benchmark com a Nippon Steel, uma das maiores siderúrgicas da Ásia, com aumento de 71,5% para o sinter feed Carajás em relação ao preço de 2004, o que corresponde ao maior reajuste da história. Já o preço FOB-Tubarão de pelotas subiu 86,67%, e para o minério de ferro granulado o aumento foi de 79%. As vendas de minério de ferro e pelotas bateram recorde em 2005, com 252,189 milhões de toneladas.[carece de fontes?]

A produção da cadeia do alumínio em 2005 foi de 6,9 milhões de toneladas de bauxita, 2,6 milhões de toneladas de alumina e 496 mil toneladas de alumínio primário, níveis recordes. Após a entrada em operação de seus módulos 4 e 5, inaugurados no primeiro trimestre de 2006, a Alunorte se tornou na maior refinaria de alumina do mundo. Foi desenvolvida a mina de bauxita de Paragominas, no Estado do Pará, cujo início de produção ocorreu no primeiro trimestre de 2007. Em 2011, a Vale anunciou a conclusão da transação com a Norsk Hydro ASA (Hydro) para transferir todas as suas participações na Albras - Alumínio Brasileiro, Alunorte - Alumina do Norte do Brasil e Companhia de Alumina do Pará (CAP). A Vale também criou a empresa Mineração Paragominas (Paragominas) e transferiu a mina de bauxita de Paragominas e todos os seus demais direitos minerários de bauxita do Brasil. A Vale vendeu 60% da Paragominas à Hydro e os outros 40% foram vendidos até 2016. Em 2023, a Vale vendeu 40% da participação que detinha na Mineração Rio do Norte (MRN), produtora de bauxita, para a Ananke Alumina, uma empresa afiliada à Norsk Hydro ASA (Hydro).

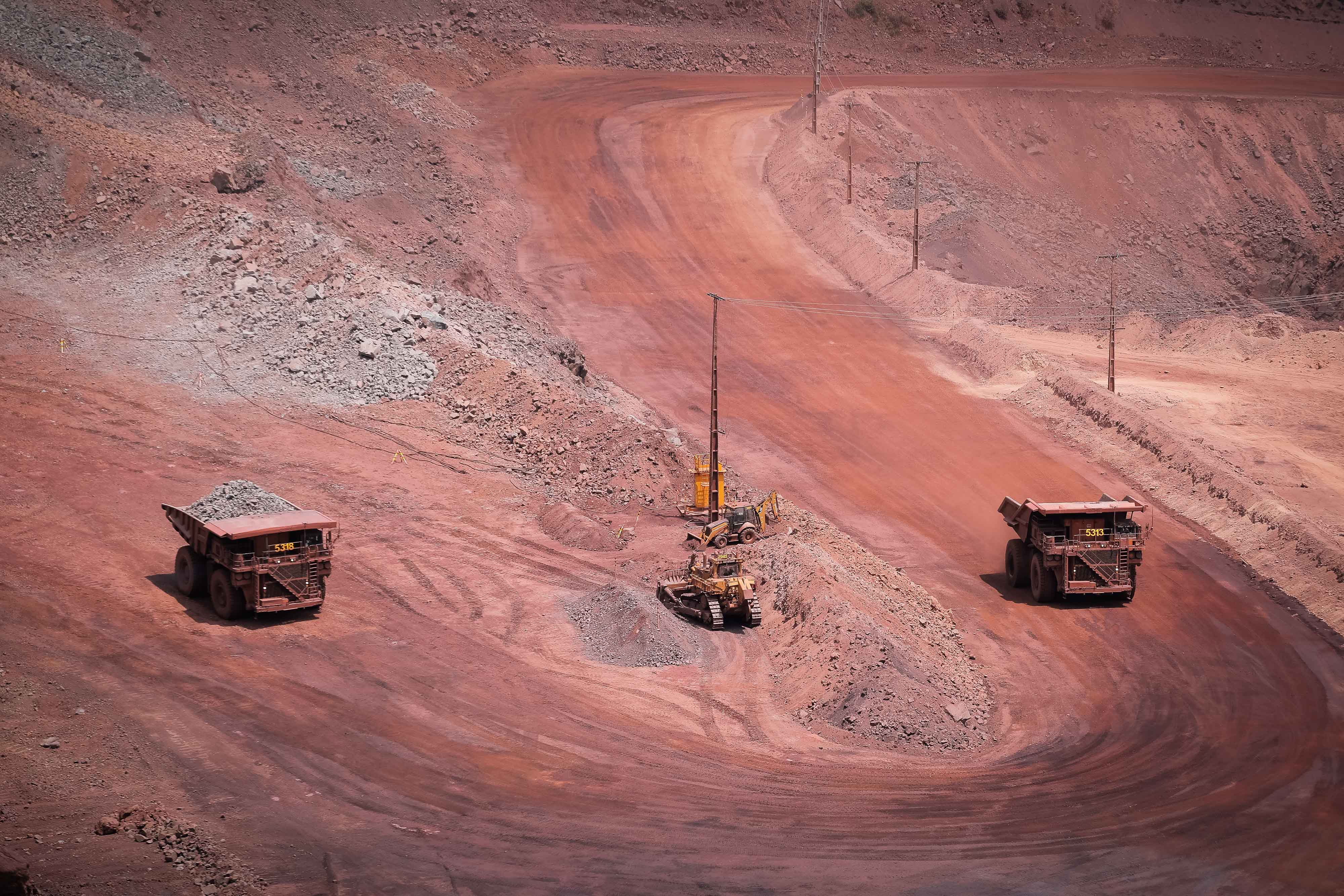
Operações da companhia na Serra dos Carajás.

O ICEE-98 - International Conference on Engeneering Education, realizado no Rio de Janeiro em 1998, calculou que suas reservas de minério de ferro, só em Carajás, sem contar com outros minérios, podiam durar 400 anos, com extração contínua aos níveis de então. Com a extração mantida aos níveis de 2005, o diretor-presidente da Vale, Roger Agnelli, estima que as reservas de minério de ferro totais da companhia perdurem por 200 anos. As reservas de ferro de Corumbá durarão 30 anos, e as de manganês, 80 anos.
Em 2022, a Vale vendeu dos ativos de minério de ferro, manganês e logística do Sistema Centro-Oeste para a J&F por 1,2 bilhão de dólares.
Em 2022, a Vale produziu 307,79 milhões de toneladas de minério de ferro, sendo esta a principal fonte de receita da empresa (64%). Naquele ano, a companhia conduzia suas operações de minério de ferro no Brasil em três sistemas, cada um com capacidade de transporte e logística própria:
- Sistema Sudesteː localizado no Quadrilátero Ferrífero (MG), com três complexos de mineração (Itabira, Minas Centrais e Mariana). O minério é transportado pela Estrada de Ferro Vitória Minas (EFVM) ao porto de Tubarão, no Espírito Santo.[13]
- Sistema Sulː localizado no Quadrilátero Ferrífero (MG), com dois complexos de mineração (Vargem Grande e Paraopeba). A MRS realiza o transporte do minério de ferro para os terminais marítimos da Ilha Guaíba e Itaguaí, no Rio de Janeiro. A ferrovia EFVM também conecta algumas minas ao porto de Tubarão (ES).[13]
- Sistema Norteː localizado na Serra dos Carajás (PA), composto por três complexos de mineração (Serra Norte, Serra Sul e Serra Leste). A operação é realizada desde 1984, com a implantação do Projeto Grande Carajás e sua ampliação no Projeto Ferro Carajás S11D. O minério é transportado pela Ferrovia Carajás até o Terminal Marítimo de Ponta da Madeira, no Maranhão.[13]

A Vale produz pelotas de minério de ferro no Brasil (Tubarão, São Luís, Nova Lima e Congonhas) e em Omã (Sohar), diretamente e por meio de joint ventures. A produção de pelotas foi de 32 milhões de toneladas em 2022.
A companhia detém a concessão de lavra de minas de manganês, na Serra dos Carajás (PA), na mina do Azul. No entanto as atividades estão suspensas desde 2020.

### Metais básicos
Em 2005, a Vale inaugurou sua atuação na indústria de concentrado de cobre (o primeiro ano completo de operação da Mina do Sossego) e já conta com 13 clientes, situados em 11 diferentes países. Foram iniciadas as obras da usina hidrometalúrgica de Carajás, com capacidade de 10 mil toneladas anuais de cobre catodo. Construída junto à Mina do Sossego, objetiva testar a tecnologia da rota hidrometalúrgica para o processamento do minério de cobre, com vistas a processar, no futuro, o minério a ser produzido pelos depósitos do Salobo e Alemão. A Vale também atuou na recuperação de cobre no Canadá em Sudbury e Voisey's Bay e no Chile por meio da planta Três Valles.
No ano de 2022, a companhia conduzia as operações integradas de níquel em três sistemas regionais de produção: Canadá (Sudbury, Thompson, Voisey’s Bay e Long Harbour), Indonésia e Brasil (mina Onça Puma, no Pará). A Vale tem as refinarias de níquelː Long Harbour, Port Colborne e Copper Cliff (Canadá), Clydach (Reino Unido) e Matsusaka (Japão). A exportação de níquel no Brasil se dá pelo porto de Vila do Conde (PA). A produção de níquel da empesa foi de 179 mil toneladas em 2022.
Em 2022, a Vale atuava na mineração de cobre na Serra dos Carajás (minas Salobo e Sossego), no Brasil, e no Canadá (Ontário, Terra Nova e Labrador). A empresa produziu 253 mil toneladas de cobre em 2022.
A Vale produz cobalto como subproduto das operações de níquel nas refinarias de Port Colborne e Long Harbour, no Canadá. As operações de metais básicos fora do Brasil são conduzidas pela subsidiária Vale Canada Limited.
Com o aumento da demanda por metais como níquel e o cobre para a produção de baterias no desenvolvimento de produtos para a transição energética, a Vale reorganizou os ativos neste segmento e transferiu para uma nova subsidiária, a Vale Base Metals Limited, criada em 2023. A nova empresa busca fornecer minerais críticos essenciais para descarbonização e eletrificação.

## Controvérsias

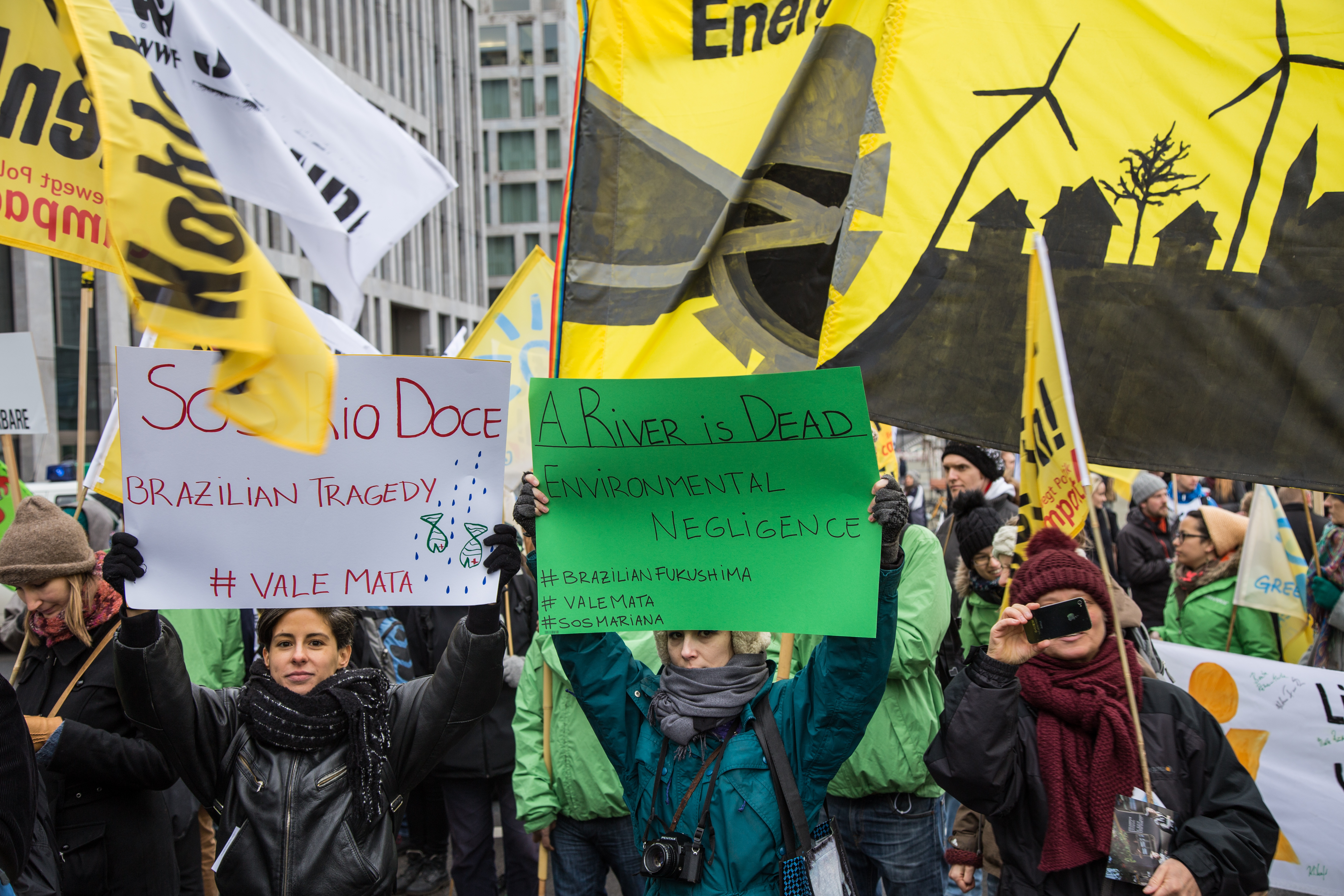
Protesto contra a Vale SA em Berlim, Alemanha.

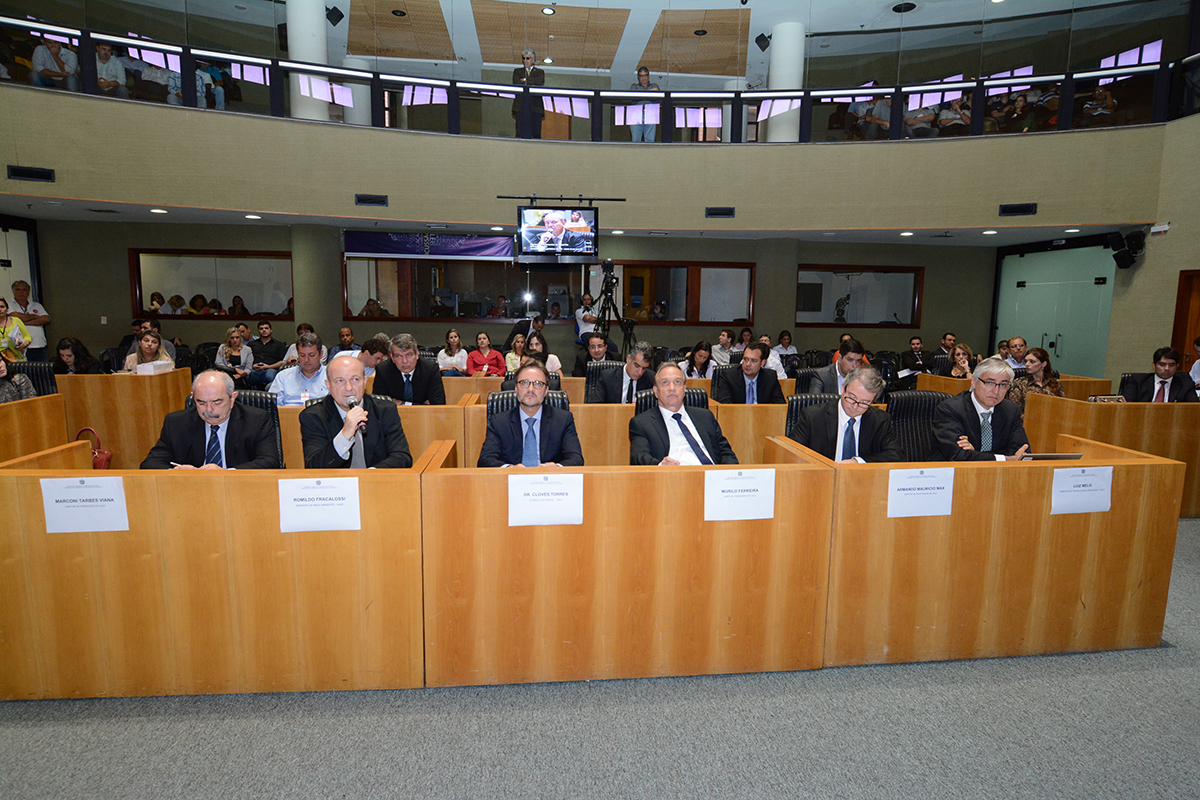
Representantes da Vale na CPI do Pó Preto.

Em janeiro de 2012 foi eleita como a pior empresa do mundo, no que refere-se a direitos humanos e meio ambiente, pelo "Public Eye People's", premiação realizada desde o ano 2000 pelas ONG's Greenpeace e Declaração de Berna. Dessa forma a Vale tornou-se a primeira empresa brasileira a "vencer" tal eleição, também conhecida como "Oscar da Vergonha". A escolha foi realizada por meio de votação pública, tendo a Vale recebido 25 mil votos. Em segundo lugar na eleição ficou a japonesa Tepco, responsável pela operação das usinas nucleares de Fukushima, atingidas por um tsunami em março de 2011.
A empresa ficou marcada negativamente no Brasil pelos desastres ambientais de Mariana e Brumadinho, ambas no estado de Minas Gerais. Nos dois casos, houve o rompimento de barragens pertencentes à mineradora, deixando centenas de vítimas e desaparecidos em meio aos rejeitos de mineração.

### Privatização
A privatização da Vale foi controversa por não ter levado em conta o valor potencial das reservas de ferro em possessão da companhia na época, apenas seu valor patrimonial. Porém deve se levar em conta que o primeiro leilão de 1997 vendia menos de um quarto do capital total, sendo vendido com um ágio de 19,9%, a ponto da Votorantim, que concorria a oferta, ter então desistido pelo alto preço. Além disso, os compradores (o Consórcio Brasil — futura Valepar) foram subsidiados pelo BNDES (que através da BNDESpar deteria também participação direta na empresa até anos recentes). É importante lembrar que o Estado continua como detentor das riquezas no subsolo, o que significa lucrar com os royalties através do ganho de escala da empresa por sua restruturação, aquisições e investimentos em Pesquisa e Desenvolvimento após a privatização. Deve ser dito que o governo, por um certo tempo, manteve ações golden share, com direito a voto e poder permanente de veto sobre uma série de assuntos importantes para a Vale. Apesar da privatização, o governo continuou como participante, quase "sócio", através de debêntures, títulos de dívida da empresa oferecidos como captação de recursos em troca do principal em conjunto com algum índice ou taxa de juros ao adquirente da debênture. De certo modo, a privatização foi relativa, já que o governo continuou como um participante indireto no capital da empresa. Isso sem a referência aos fundos que detém capital da empresa, como a Previ, do BB, banco em parte estatal e maior acionista atual, detentor de 8,09% da composição acionária. Em 2021, 51,79% das ações encontram-se disponíveis para qualquer pessoa comprar através de uma corretora, num preço relativamente acessível nos períodos de baixa na bolsa (B3), como em 2020, em que uma ação chegara a valer 27 reais. O preço da ação obviamente aumenta ou diminui a depender do desempenho da empresa a cada trimestre e das notícias de política e economia no país, ou fora dele, quando o possam impactar. Nenhum dos demais acionistas com direito a voto detém mais de 10% da empresa.
Quanto a reestatização da Vale: pode ser dito que o governo posterior a administração de FHC não se interessou em retomar o controle dela, pois a empresa se tornou mais eficiente, extraindo mais minérios, melhorando a logística e pagando mais tributos. O que o Estado ganhou como comprador das dívidas da Vale através de debêntures superou o que ela gerava de lucro enquanto estatal. Seria possível reestatizar a empresa durante os 12 anos em que o Partido dos Trabalhadores esteve no executivo. Mas isso nunca foi uma questão prática para o então governo, que defendeu os trabalhadores permitindo a empresa crescer, gerar mais empregos e recolher mais tributos. A título de exemplo atual, os royalties e tributos em 2020 foram de 5,7 bilhões de dólares, valor muito significativo se considerada a alta do dólar acima de 5 reais.
A época da privatização da Vale, o BNDES publicou um material explicativo (Privatização da Vale do Rio Doce – o estado no lugar certo) por meio do COPED, detalhando, por exemplo, dados financeiros da empresa, razões para a venda das ações e método de avaliação adotado. Dentre os problemas da administração estatal estavam "entraves burocráticos para adquirir equipamentos e contratar pessoal, até a perda de autonomia para decidir sobre investimentos estratégicos"; "uma rigorosa legislação aplicável às estatais, que obriga a realização de licitações, o que por vezes inviabiliza a simples padronização de equipamentos"; "o acionista controlador atual, a União, [...] [ser] praticamente impedido de fazer novos aportes de capital, o que, às vezes, é requerido em qualquer empresa que pretenda aproveitar oportunidades lucrativas de investimento e melhorar sua posição relativa nos mercados em que atua".
Houve um contexto político, histórico e econômico para que a decisão de privatização fosse tomada, pois desde os fins da década de 1970, o mundo passou a seguir a corrente de pensamento econômica monetarista, e consequentemente o FMI criou um conjunto de normas, conhecido como o Consenso de Washington, que defendia a privatização de todas as empresas estatais, como uma fórmula que deveria acelerar o desenvolvimento econômico mundial. Enquanto, para os economistas ortodoxos tradicionais, a privatização representa um processo de reestruturação e ganho de eficiência gerencial, outras disciplinas veem esse fenômeno sob outros ângulos. Assim, Feigenbaum e Henig (1994) encaram a privatização como sendo um fenômeno fundamentalmente político – e não econômico, administrativo ou fiscal – que deve ser analisado como tal; não seria uma reação natural em oposição ao aumento do tamanho do Estado, ou aos custos relacionados à sua manutenção. A privatização frequentemente pode ter objetivos políticos explícitos, e tem consequências, que redistribuem os custos e benefícios dentre diferentes grupos numa sociedade. Em 2016 o FMI admitiu em relatório o fracasso das políticas neoliberais incentivadas anteriormente. Tão polêmica tornou-se sua privatização que o jornalista Elio Gaspari apelidou essa operação de privataria, criando um neologismo. Supostos desvios de finalidades nas privatizações não teriam ocorrido só no Brasil, mas no mundo: algo que evidencia o perigo da união entre interesses políticos escusos/pessoais e a ação das instituições estatais. Joseph E. Stiglitz, ex-Vice-Presidente Sênior para políticas de desenvolvimento do Banco Mundial, apelidou esse processo, ocorrido sobretudo nas privatizações dos anos 1990, de briberization ("propinização").
Porém devem ser analisados dados de forma objetiva e conferido o histórico da empresa antes e depois do processo de privatização. Expõem-se algumas comparações: analisando a empregabilidade da Vale no Brasil, em dezembro de 1995, a empresa detinha 15 573 funcionários; em 2021, esse número está em torno de 149 000, incluindo próprios e terceirizados, sem a referência aos funcionários fora do país, que passam de 36 mil, segundo os dados fornecidos pelo site da empresa. Quanto ao lucro líquido, em 1995, ele foi de 338 milhões de dólares, um pouco acima da média dos 4 anos e abaixo do recorde do ano anterior. Porém, em 2020, ele foi de 26,7 bilhões de dólares, segundo o Relatório de Administração. A privatização modificou completamente a gerência da empresa aumentando sua competividade e expandindo sua atuação para além do Brasil, estando hoje em diversos países, além de ter modificado a capacidade de investimento em P&D (pesquisa e desenvolvimento), aumentada diversas vezes. Por conta do investimento em pesquisa e das aquisições feitas pela empresa, seu potencial de produção foi multiplicado em mais de três vezes. Segundo o estudo descritivo do CPDOC/FGV, no ano seguinte a privatização da Vale, "em 1998, o lucro chegou a 1,029 bilhão de reais, o maior resultado obtido por uma empresa privada brasileira". Essa intensificação em investimentos, entre 2001 e 2008, chegou ao patamar de 55 bilhões de dólares, maior que o recebido em todos os anos enquanto estatal.
Setores descontentes da sociedade impetraram mais de cem ações populares para tentar anular a venda da Vale — dentre elas a proposta por um grupo de juristas de São Paulo, liderados pelo professor Fábio Konder Comparato a quem se juntaram Celso Antônio Bandeira de Mello, Dalmo de Abreu Dallari, Goffredo da Silva Telles Jr. e Eros Grau. Estas ações se arrastam na justiça até hoje, com remotas possibilidades de sucesso, segundo alguns especialistas.
Dois bancos internacionais foram chamados pelo governo FHC para fazer a avaliação da companhia que seria leiloada, sendo um deles a Merrill Lynch. Por uma razão que até hoje muitos economistas não conseguem entender, os bancos escolhidos por FHC concordaram em avaliar a Vale apenas pelo critério de fluxo de caixa existente à época, descontado, não levando em conta o valor potencial de suas reservas de minério de ferro (que entraram no negócio por valor zero) – e que eram capazes de abastecer o mundo pelos próximos 400 anos. Estes critérios continuam sendo fortemente questionados e há certos setores da sociedade tentando organizar um plebiscito para reverter a privatização da Vale, que julgam ter sido feita de uma forma lesiva ao patrimônio do Brasil.

### Desastre de Mariana (2015)

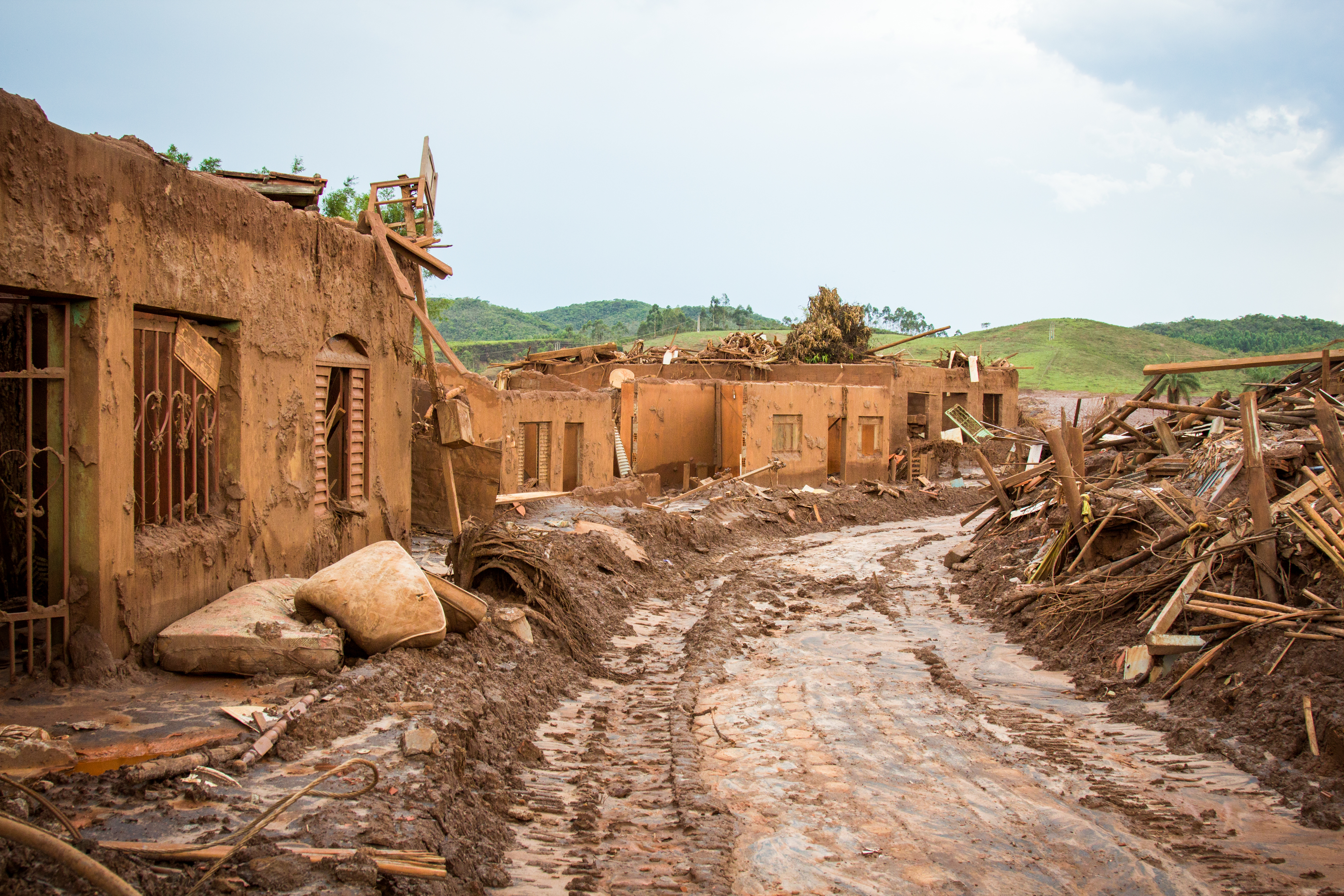
Ruínas de Bento Rodrigues após o desastre de Mariana.

O rompimento de barragem em Mariana ocorreu na tarde de 5 de novembro de 2015 no subdistrito de Bento Rodrigues, a 35 km do centro do município brasileiro de Mariana, Minas Gerais. Rompeu-se uma barragem de rejeitos de mineração denominada "Fundão", controlada pela Samarco Mineração, um empreendimento conjunto das maiores empresas de mineração do mundo, a brasileira Vale e a anglo-australiana BHP Billiton.
Inicialmente a mineradora Samarco informara que duas barragens haviam se rompido - a de Fundão e a de Santarém. Porém, no dia 16 de novembro, a Samarco retificou a informação, afirmando que apenas a barragem de Fundão havia se rompido. O rompimento de Fundão provocou o vazamento dos rejeitos que passaram por cima de Santarém, que, entretanto, não se rompeu. O rompimento da barragem de Fundão é considerado o desastre industrial que causou o maior impacto ambiental da história brasileira e o maior do mundo envolvendo barragens de rejeitos, com um volume total despejado de 62 milhões de metros cúbicos. A lama chegou ao rio Doce, cuja bacia hidrográfica abrange 230 municípios dos estados de Minas Gerais e Espírito Santo, muitos dos quais abastecem sua população com a água do rio.
As ações de reparação e compensação nas áreas atingidas somavam 37 bilhões de reais, quando a Vale apresentou ao Tribunal Regional Federal da 6ª Região (TRF6), em 12 de junho de 2024, uma nova proposta de acordo, em conjunto com a BHP e a Samarco. Ela prevê outros 82 bilhões de reais em dinheiro, a serem pagos à União, aos Estados de Minas Gerais e Espírito Santo e aos municípios, ao longo de 20 anos, além de 21 bilhões de reais em obrigações a fazer. Com isso, o valor total chegaria aos 140 bilhões de reais.
Em 12 de julho de 2024, as mineradoras Vale e BHP Billiton, acionistas da Samarco, informaram ter feito um acordo que afeta o andamento do processo que tramita no Reino Unido sobre as responsabilidades pela tragédia ocorrida em novembro de 2015. O principal desdobramento é que a Vale não responderá mais perante o tribunal estrangeiro, cabendo apenas à BHP Billiton realizar a defesa. As duas mineradoras pactuaram que, em caso de condenação, cada uma arcará com 50% das indenizações fixadas.

### Desastre de Brumadinho (2019)

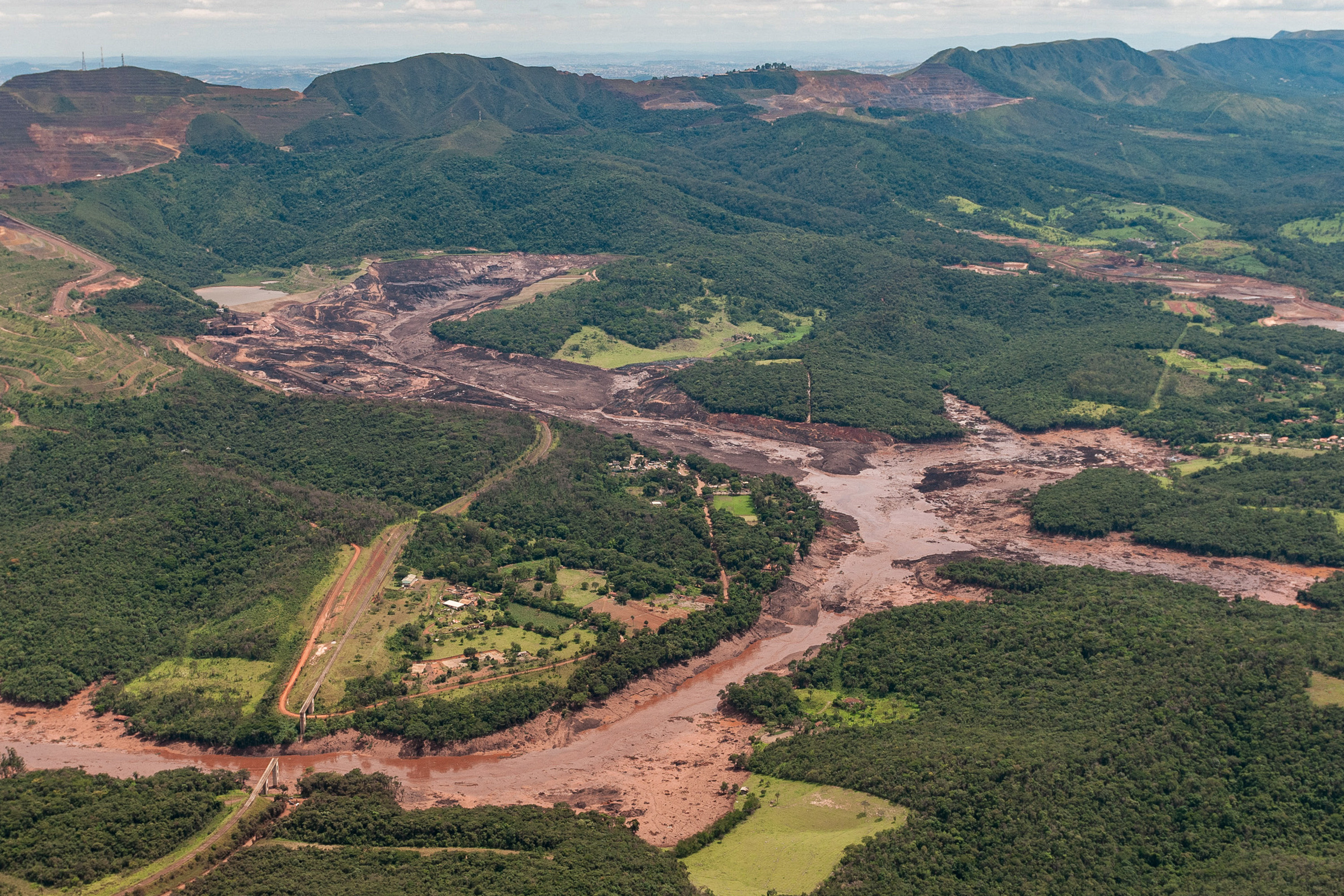
Área atingida pelo rompimento de barragem em Brumadinho.

O rompimento de barragem em Brumadinho em 25 de janeiro de 2019 foi o maior acidente de trabalho no Brasil em perda de vidas humanas e o segundo maior desastre industrial do século. Foi um dos maiores desastres ambientais da mineração do país, depois do rompimento de barragem em Mariana. Controlada pela Vale, a barragem de rejeitos denominada barragem da Mina Córrego do Feijão, era classificada como de "baixo risco" e "alto potencial de danos" pela empresa. Acumulando os rejeitos de uma mina de ferro, ficava no ribeirão Ferro-Carvão, na região de Córrego do Feijão, no município de Brumadinho, estado de Minas Gerais.
O desastre industrial, humanitário e ambiental, causou a morte de 270 pessoas, incluindo três desaparecidas, em números oficiais divulgados em 20 de dezembro de 2022, com a identificação da 267.ª vítima, quase quatro anos depois do rompimento da barragem.

### Evacuação em Barão de Cocais (2019)
Aproximadamente 500 pessoas pertencentes às comunidades de Socorro, Tabuleiro e Piteiras, no município de Barão de Cocais, na região central de Minas Gerais, foram evacuadas devido ao alerta de possível rompimento da barragem sul superior da Mina Gongo Soco, da Vale. A evacuação dos moradores foi determinada pela Agência Nacional de Mineração (AMM), na madrugada do dia 8 de fevereiro de 2019.

### Tentativa de despejo em Parauapebas (2021)
Um grupo de 50 seguranças da Vale atiraram com balas de borracha em um grupo de agricultores que viviam em sua terra, deixando 20 feridos. As instalações elétricas da comunidade também foram destruídas. O ataque não atingiu apenas os trabalhadores, mas crianças, mulheres e idosos. Quando procurada pela mídia, a Vale afirmou que o grupo morava lá irregularmente e invadiu outro terreno para instalar postes de energia elétrica clandestina, por isso contratou uma empresa de segurança para lidar com a situação. A Vale também afirmou que os seguranças atiraram pois estavam se defendendo de tiros disparados pelos agricultores.